# Барлетта-Андрия-Трани
Барлетта-Андрия-Трани (итал. Barletta-Andria-Trani) — новая северная провинция в области Апулия в Италии. Население 390 925 жителей. Функции административного центра исполняются совместно городами Барлетта, Андрия и Трани. Создана в 2004 году; первые выборы в провинциальный совет состоялись 6 и 7 июня 2009 года.

## География
Барлетта-Андрия-Трани граничит на северо-западе с провинцией Фоджа, на юго-востоке с провинцией Бари, на северо-востоке выходит к Адриатическому морю и на юге граничит с провинцией Потенца региона Базиликата.
Площадь провинции — 1543 км², рельеф — в основном холмистая равнина. Включает южную часть долины реки Офанто и север исторической области Терра-ди-Бари. Протяженность береговой линии около 45 км, берега на севере преимущественно песчаные (до города Барлетта), низкие и скалистые в районе Трани и Бишелье. Самая высокая точка провинции — гора Монте-Качча (Monte Caccia) (679 м) на карстовом плато Мурдже (Murge).

## Коммуны
| Апулия |                         |         |         |     |
|        | Барлетта                | 93 869  | 146,91  | 639 |
|        | Андрия                  | 99 249  | 407,86  | 243 |
|        | Трани                   | 53 650  | 102,08  | 527 |
|        | Бишелье                 | 54 333  | 68,48   | 793 |
|        | Каноза-ди-Пулья         | 31 218  | 149,53  | 209 |
|        | Сан-Фердинандо-ди-Пулья | 14 734  | 41,82   | 352 |
|        | Тринитаполи             | 14 388  | 147,62  | 97  |
|        | Маргерита-ди-Савойя     | 12 640  | 36,35   | 348 |
|        | Минервино-Мурдже        | 9672    | 255,39  | 38  |
|        | Спинаццола              | 6997    | 182,64  | 38  |
| ВСЕГО  | ВСЕГО                   | 1538,68 | 390 925 | 254 |

## Транспорт

### Шоссе
- Шоссе № 16 Адриатика (итал. SS 16 Adriatica) проложено в обход городов Барлетта, Трани, Бишелье

и связывает провинцию с городами Бари и Фоджа;
- Провинциальное шоссе № 231 (итал. SP-231 Andriese Coratina), бывшее государственное шоссе

№ 98, связывает Андрию и Бари через города Корато, Руво-ди-Пулья, Терлицци и Битонто.
- Шоссе № 93 Аппуло — Лукана (итал. Strada Statale 93 Appulo-Lucana) связывает Барлетту с городом Потенца .

### Автострады
- Автострада A14 (итал. Autostrada A14) Болонья-Таранто;
- Автострада A16 (итал. Autostrada A16) Неаполь-Каноза.

### Железные дороги
В провинции две основные железнодорожные линии :
- Линия Пескара — Бари, часть Адриатической железной дороги(итал. Ferrovia Adriatica) компании RFI.
- Линия Барлетта — Бари — Железные Дороги Северного Бари (итал. Ferrovie del Nord Barese) .

От станции Барлетта отходит железнодорожная ветка Барлетта — Спинаццола, которая соединяет города Каноза и
Минервино-Мурдже и место битвы при Каннах с Барлеттой и Спинаццолой

### Железнодорожные станции
Станции Адриатической железной дороги:
- Тринитаполи — Сан-Фердинандо-ди-Пулья
- Маргерита-ди-Савойя — Офантино
- Барлетта
- Трани
- Бишелье

Станции линии Барлетта — Спинаццола:
- Канне-Делла-Баталья
- Каноза-ди-Пулья
- Минервино-Мурдже

Станции линии Барлетта — Бари:
- Центральный вокзал Барлетты
- Барлетта-Скало
- Андрия